# NA-2031
La  NA-2031  es una carretera local perteneciente a la Red de Carreteras de Navarra que se inicia en PK 0,36 de NA-2030 y termina en Aria. Tiene una longitud de 1,73 kilómetros.

## Recorrido
| Denominación | Kilómetro | Salida           | Carretera        | Dirección                                       |
| ------------ | --------- | ---------------- | ---------------- | ----------------------------------------------- |
| NA-2031      | 0         |                  | NA-140           | Isaba/Izaba Auritz/Burguete Ochagavía/Otsagabia |
| NA-2031      | 1         | Travesía de Aria | Travesía de Aria | Travesía de Aria                                |